# Parti ouvrier (1914)
 (août 2025).
 (août 2025).
Améliorez-le ou discutez des points à vérifier. 

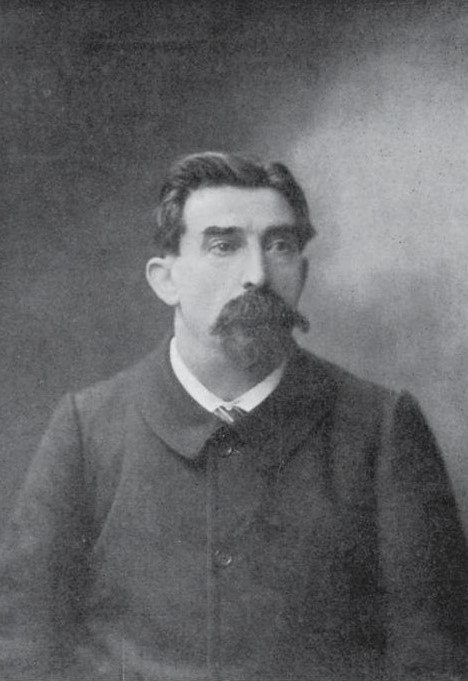
Jean Allemane vers 1890.

Le Parti ouvrier (PO), fondé en 1914 par Jean Allemane et René Chauvin[réf. nécessaire], est un parti  politique français issu d'une scission de la Section française de l'Internationale ouvrière (SFIO).

## Historique du PO

### Contexte
À l'occasion du Congrès d'Amiens tenu entre le 25 et le 28 janvier 1914 par la Section française de l'Internationale ouvrière (SFIO), Pierre Renaudel célébrait « l'unité de vue et d'action du parti socialiste ». Cependant, des déclarations similaires de la part de plusieurs cadres ainsi que la politique générale du parti socialiste menée au niveau parlementaire et au niveau de son fonctionnement interne vont précipiter le départ de Jean Allemane et de René Chauvin ainsi que de plusieurs militants dont d'anciens cadres issus du guesdisme qui vont se réunir dans un nouveau parti politique : le Parti ouvrier (PO)

### Raisons de la scission
Déjà méfiant à l'égard de l'Union socialiste, Jean Allemane avait lancé, avec Achille Cambier, en mai 1913 (25 mai), un journal intitulé La Lutte de Classe dans lequel il écrivait par exemple, dans le contexte du Congrès : « La parole est au Congrès. Il nous rendra justice, il respectera le Pacte d’Unité, il condamnera la politique blocarde (Bloc des gauches), il frappera les prévaricateurs, ou ce sera la scission. ». Dans d'autres articles, des thèmes vont revenir fréquemment sous sa plume comme : l’abandon du socle politique de 1905 qui avait présidé à la naissance de la SFIO, la bureaucratisation et l'embourgeoisement de la direction socialiste de plus en plus liée aux élus, la concentration du pouvoir entre les mains de quelques uns et l'abandon du prolétariat ouvrier au nom de l'électoralisme.  
En effet, les allemanistes ayant quittés la SFIO écriront : « Le socialisme subit, en France, une crise profonde. A notre époque d'arrivisme forcené, alors que les partis bourgeois sont particulièrement encombrés, le Parti qui le représentait, parti d'avenir exerçant par son haut idéal d'émancipation une attraction puissante sur les masses, est par cela même apparu comme offrant un vaste champ d'action aux intrigants et aux ambitieux. Le socialisme est devenu une carrière pour les fils de bourgeois avides autant que médiocres et qui pensent que le plus sûr moyen de parvenir est de flatter l'esprit démagogique des foules. Depuis quelques années, ces éléments douteux ont pénétré en nombre dans le Parti socialiste et en ont occupé toutes les avenues. Sous leur influence, il a cessé d'être un Parti de luttes de classe et d'organisation ouvrière pour devenir un vaste syndicat d'appétits électoraux et parlementaire ».  

### Réception
Lors de sa création, les journaux s'emparent de cette scission et de façon assez inattendue, la création du PO recueille l'approbation de personnalités de sensibilités diverses. Effectivement, Charles Rappoport, théoricien guesdiste marginalisé et opposant du réformisme, loue dans son journal Contre la Guerre le talent avec lequel les rédacteurs de La Lutte de classe attaquent « les tendances blocardes (Bloc des gauches) de quelques camarades ». Quand à la SFIO, certains de ses membres comme Théo Bretin, Jean Félix ou encore Aristide Jobert soutiendront la scission sans pour autant adhérer au parti.  
De même que les socialistes, les milieux antisémites, notamment ceux évoluant autour du journal Terre libre du syndicaliste Émile Janvion, soutiennent l'initiative, d'autant plus que les animateurs de La Lutte de classe n'ont pas délimités dans leur programme une frontière nette avec les antisémites, le journal publiant par exemple un appel aux souscriptions avec marqué : « Nos lecteurs peuvent être tranquilles, nous ne ferons jamais appel aux banquiers juifs, accapareurs de blé, qui ont subventionné si largement à ses débuts le journal (L'Humanité) qui nous a diffamé ». Quand à Georges Valois, économiste du mouvement royaliste Action française, il écrira dans son livre La Monarchie et la classe ouvrière que, bien que partageant le constat du PO : « Il n'est point probable que ce petit groupe d'allemanistes, reconstituant l'ancien Parti ouvrier, puisse rendre au socialisme le goût de l'héroïsme qui en avait fait un mouvement très puissant à la fin du XIXe siècle ».

## Membres notables du PO[réf.nécessaire]
- Jean Allemane
- René Chauvin
- Élisabeth Renaud
- Louis Navarre
- Marius Nègre
- Georges Maussang, dit Maussa (1867-1919)
- Charles Le Gléo (1879-1952)
- Paul Grados (1868-1934)
- Paul Aspord (1882-1973)
- Pierre Nivet
- François Pringault
- Achille Cambier et Gabrielle Cambier
- René Marange et Berthe Marange
- Jean Erboville

## Sources et bibliographie
- Une scission socialiste à la Belle époque : le Parti ouvrier en 1914, Un espace historique sur le mouvement ouvrier, 2015